# Jérôme Hennequin

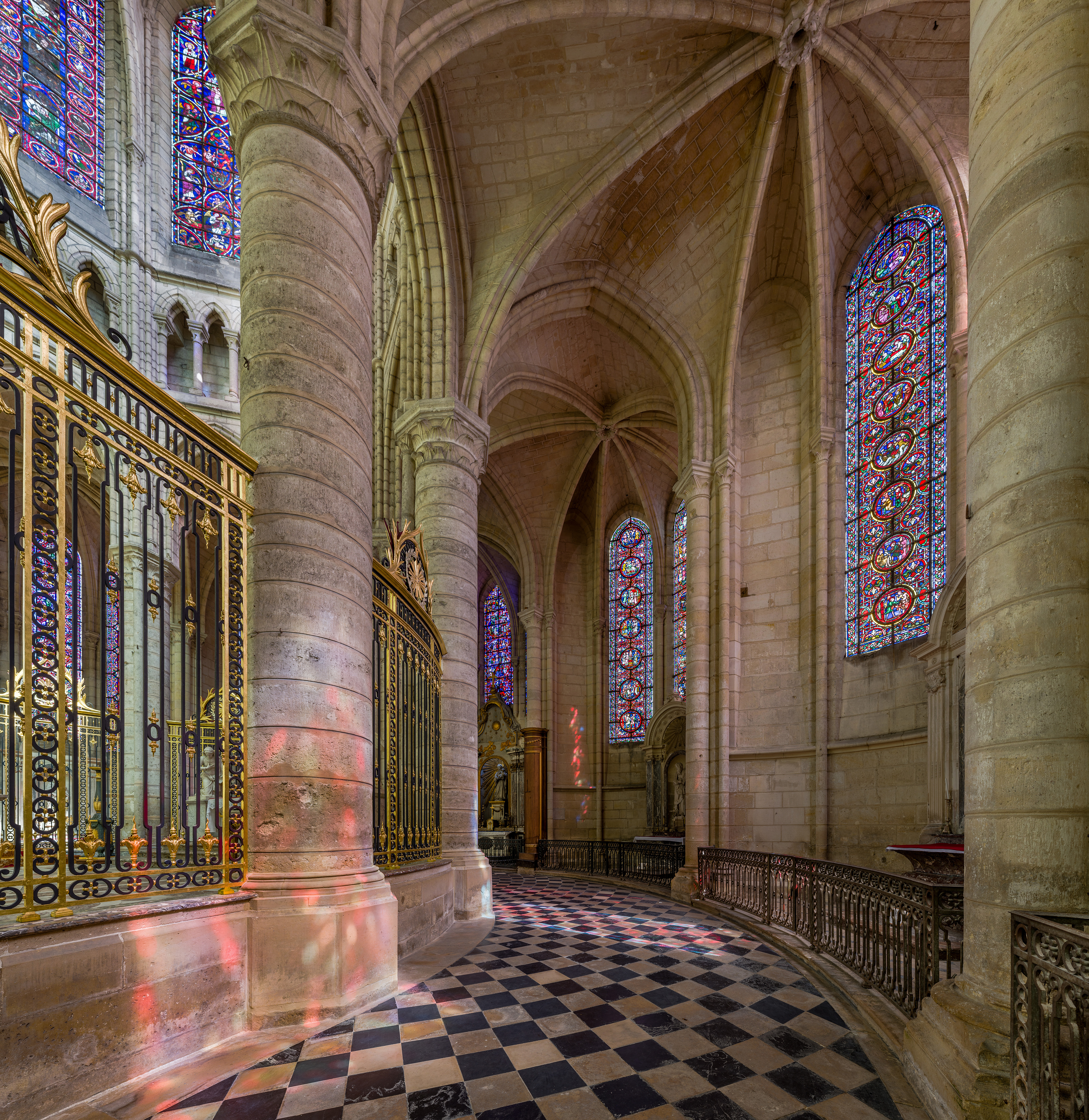
Kathedraal van Soissons

Jérôme Hennequin (1547 - Soissons 10 maart 1619) was bisschop van Soissons van 17 augustus 1587 tot zijn dood. Hij trok de kaart van de Katholieke Liga tijdens de Franse Godsdienstoorlogen.

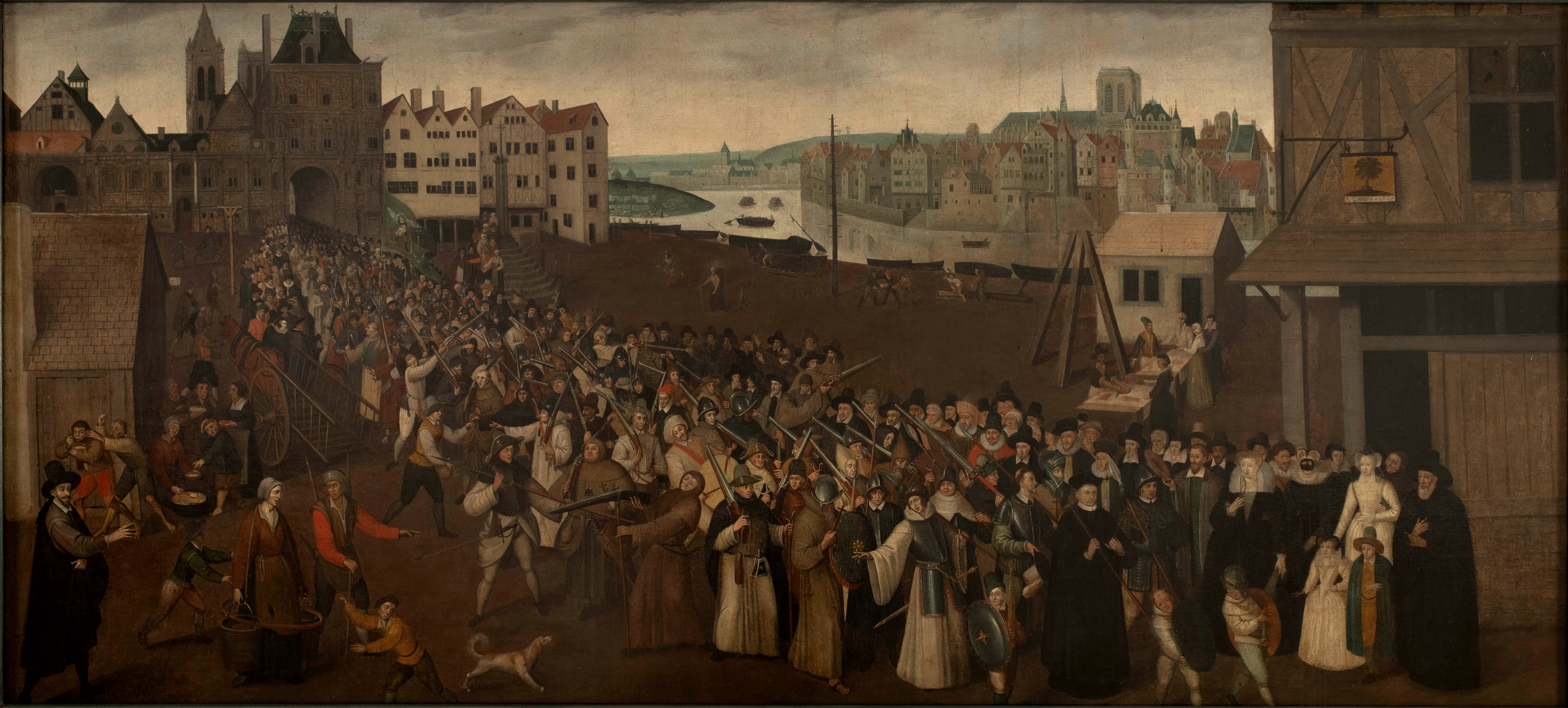
Gewapende processie van de Katholieke Liga in Parijs. Hennequin zou ook deelgenomen hebben.

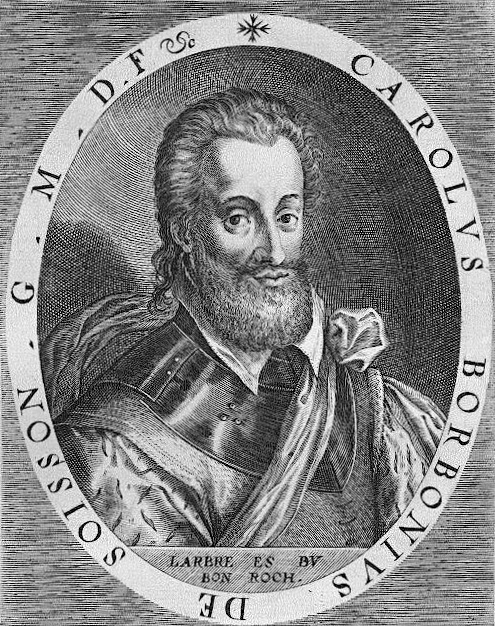
Charles van Bourbon-Soissons verliet het katholieke kamp voor dat van de hugenoten.

## Katholieke Liga
Hennequin is afkomstig uit een Parijse familie. Na zijn periode als kanunnik in Parijs werd Hennequin in 1587 bisschop van Soissons. Hij trof de stad desolaat aan na de plundering door de hugenoten in 1567; ook de kathedraal van Soissons was gehavend. Hennequin steunde de Katholieke Liga en vond een medestander in de graaf van Soissons, Charles de Bourbon-Soissons. Doch in de jaren 1587 wisselde graaf Charles van kamp en koos hij partij voor de hugenoten, onder leiding van zijn neef Hendrik van Navarra. Charles vocht buiten Soissons verder aan de zijde van Hendrik in de laatste fasen van de Franse godsdientoorlogen, namelijk de Drie-Hendriken-oorlog en, nadien, in Hendriks strijd voor de Franse troon.
Bisschop Hennequin bleef de Katholieke Liga steunen. De stad Soissons kwam militair in handen van de Katholieke Liga, zoals andere Noord-Franse steden. Zo kreeg Soissons het zwaar te verduren vanaf 1587 door de wrede bezetting van de katholieke troepen van de Guise.

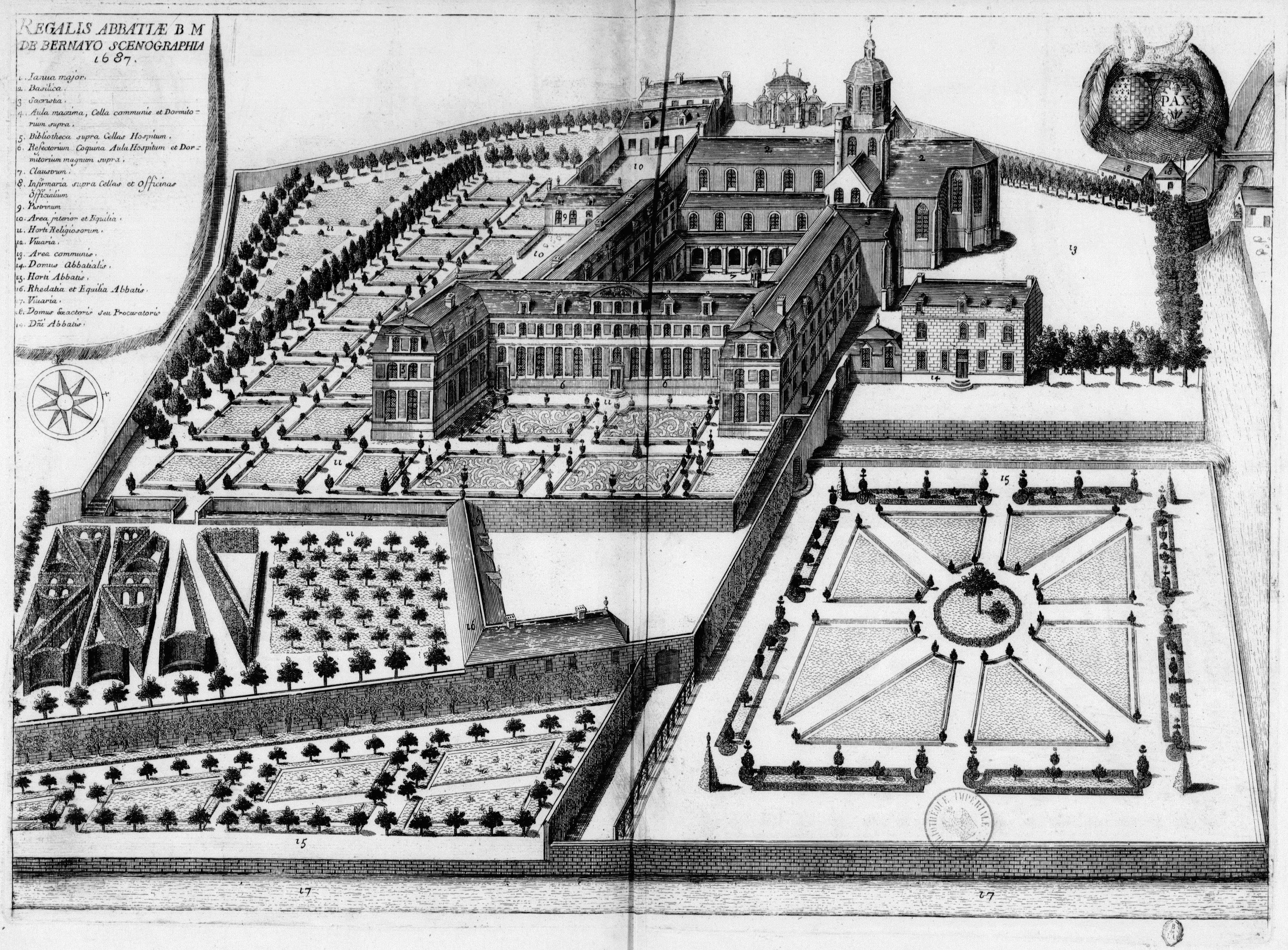
De abdij van Bernay bezorgde Hennequin inkomsten.

## Contrareformatie
Hennequin legde zich toe op de Contrareformatie in het bisdom Soissons, wat betekende méér katholieke elementen inbrengen in Soissons. Zo trok hij nieuwe kloosterorden aan in zijn bisschopsstad: de orde der Miniemen en der Kapucijnen. Hij organiseerde processies naar aanleiding van een wonderlijke genezing van het verlamd been van een meisje uit de stad, wat hij toeschreef aan de relikwie van de heilige Crispinus en Crispinianus. Hij ontving prebenden, inkomsten, van een abdij in het ver gelegen Normandië, de abdij van Notre-Dame de Bernay, zonder zich met het abdijleven te bemoeien.
Aan het einde van zijn leven was Hennequin ontgoocheld over het oorlogsleed in Soissons, niet in het minst door de Katholieke Liga. Hij werd als bisschop van Soissons opgevolgd door zijn neef, Charles de Hacqueville.
- Système universitaire de documentation: 195160908
- Virtual International Authority File: 103147602677357642566